# São Félix do Araguaia
São Félix do Araguaia là một đô thị thuộc bang Mato Grosso, Brasil. Đô thị này có diện tích 19009,7 km², dân số năm 2007 là 10699 người, mật độ 0,56 người/km².